# Ghidighici
Ghidighici es una comuna de la República de Moldavia ubicada en el Sectorul Buiucani de la capital Chisináu.
En 2004 tiene 5094 habitantes, de los cuales 4891 étnicamente moldavos-rumanos, 93 rusos y 71 ucranianos.
Se conoce su existencia desde el siglo XVI. La Torre de la Liberación de Besarabia fue construida en parte a partir de las canteras de piedra de Ghidighici.
Se ubica en la periferia noroccidental de Chisináu, en la orilla oriental del lago Ghidighici.